# Moms Mabley
Loretta Mary Aiken (née le 19 mars 1894 et morte le 23 mai 1975), connue sous son nom de scène Jackie Moms Mabley, est une humoriste américaine. Vétérane du vaudeville afro-américain au sein du Chitlin' Circuit, elle apparaît plus tard dans The Ed Sullivan Show et dans The Smothers Brothers Comedy Hour (en).

## Biographie

### Premières années
Loretta Mary Aiken naît à Brevard en Caroline du Nord, le 19 mars 1894 de James Aiken et Mary Smith, qui se sont mariés le 21 mai 1891, dans le comté de Transylvania, en Caroline du Nord. Loretta est l'un de leurs 16 enfants. 
Son père possède et exploite plusieurs entreprises prospères, tandis que sa mère gère la maison et accueille des pensionnaires. Alors qu'il exerce comme pompier volontaire en 1909, James Aiken décède lors de l'explosion d'une voiture de pompier. Loretta n'a alors que 15 ans,. En 1910, sa mère reprend leur activité principale, un magasin général. Elle est tuée après avoir été renversée par un camion alors qu'elle rentrait de l'église le jour de Noël.  
Durant son adolescence, Loretta est violée à deux reprises (à l'âge de 11 ans par un homme noir âgé et à 13 ans par un shérif blanc) et met au monde deux enfants qu'elle propose à l'adoption,. 
À l'encouragement de sa grand-mère, Loretta s'enfuit à Cleveland dans l'Ohio, rejoignant un Minstrel show itinérant de style vaudeville mettant en vedette Butterbeans and Susie (en), où elle chante,.

### Carrière

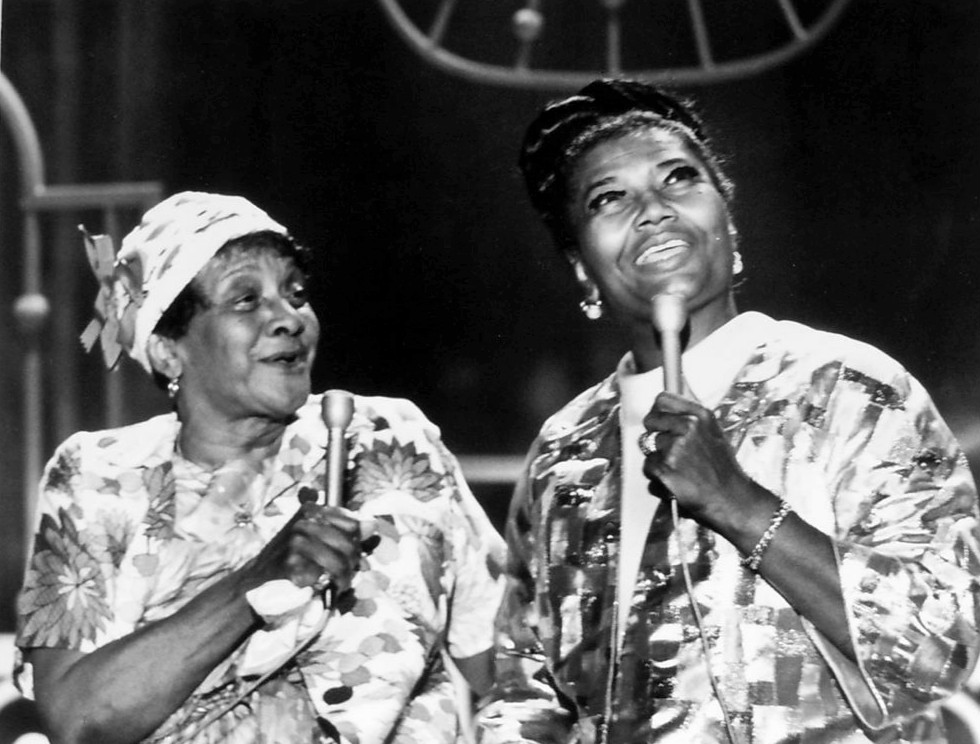
Moms Mabley et Pearl Bailey en 1971.

Loretta Aiken adopte le nom de scène Jackie Mabley, inspiré d'un ancien petit ami nommé Jack Mabley, également un artiste.  Plus tard, elle se fait appeler « Moms » en français : « maman », incarnant une figure maternelle pour de nombreux autres humoristes dans les années 1950 et 1960. Elle attribue également son nom à sa grand-mère. Elle se voit comme une femme sexagénaire, gentille mais stricte si nécessaire, semblable à sa grand-mère. 
Elle fait son coming out à l'âge de 27 ans, devenant l'une des premiers humoristes ouvertement homosexuelles.[réf. nécessaire] Au cours des années 1920 et 1930, elle porte des vêtements androgynes (comme l'adaptation cinématographique de The Emperor Jones avec Paul Robeson ) et enregistre plusieurs de ses premières routines de « stand-up lesbien ». 
Moms Mabley est l'un des artistes avec le plus de succès au sein du Chitlin' Circuit et de la Theatre Owners Booking Association (TOBA), l'organisation ségréguée pour laquelle Mabley joue jusqu'à la dissolution de l'organisation pendant la Grande Dépression. Malgré sa popularité, ses salaires, comme ceux de toutes les femmes noires dans le show business, sont maigres. Néanmoins, sa carrière dure plus de 60 ans. Au plus fort de sa carrière, elle gagne 10 000 dollars par semaine à l'Apollo Theater de Harlem. 
Dans les années 1960, elle se fait connaître du public blanc, jouant au Carnegie Hall en 1962 et faisant un certain nombre d'apparitions télévisées grand public, en particulier avec ses multiples apparitions dans le The Smothers Brothers Comedy Hour (en) lorsque cette émission de CBS était numéro un à la télévision à la fin des années 1960,. 
Elle qualifiée de « femme la plus drôle du monde ». Elle aborde des politiquement incorrects pour nombre d'humoristes de l'époque, y compris le racisme. En plus du racisme, elle parle de sexualité et d'avoir des enfants après être devenue veuve. 
Un de ses thèmes de prédilection est son attirance pour les beaux jeunes hommes plutôt que pour les vieux « types délavés » (« washed-up geezers », alors même que son personnage sur scène, est une femme édentée vêtue d'une robe de chambre,. Elle imite même des entretiens avec le président Dwight D. Eisenhower et la première dame, Mamie Eisenhower, leur prodiguant des conseils. 
Occasionnellement, elle ajoute une chanson satirique à ses routines. Sa reprise sérieuse et mélancolique de Abraham, Martin et John atteint la 35e place du Billboard Hot 100 le 19 juillet 1969. À 75 ans, elle devient la personne la plus âgée à entrer dans le Top 40 américain de son vivant.

### Vie privée
Moms Mabley est mère de six enfants : Bonnie, Christine, Charles et Yvonne Ailey, en plus des deux qu'elle abandonne alors qu'elle n'est qu'adolescente. Pendant le tournage de Amazing Grace (en) elle fait une crise cardiaque et se fait implanter un stimulateur cardiaque. Elle retourne travailler trois semaines après cette attaque. Elle décède d'une insuffisance cardiaque à White Plains dans l'État de New York, le 23 mai 1975. Elle est enterrée au cimetière Ferncliff à Hartsdale dans le même État. 

## Héritage
Le personnage de la grand-mère Klump dans Le Professeur foldingue s'inspire de Moms Mabley. Elle est le sujet de Whoopi Goldberg Presents Moms Mabley, un documentaire diffusé pour la première fois sur HBO le 18 novembre 2013. 
En 2015, elle classé par l'Equality Forum comme l'une des 31 icônes du mois de l'histoire LGBT (en) 2015.     
Elle est interprétée par Wanda Sykes dans la série télévisée Mme Maisel, femme fabuleuse lors du dernier épisode de la troisième saison. 

## Œuvre

### Spectacles
- Bowman's Cotton Blossoms (1919)
- Look Who's Here (1927)
- Miss Bandana (1927)
- Fast and Furious (1931)
- Blackberries of 1932 (1932)
- The Joy Boat (1930s)
- Sidewalks of Harlem (1930s)
- Red Pastures (1930s)
- Swingin' the Dream (1939)

### Films
- The Emperor Jones (1933)
- Killer Diller (en) (1948)
- Boarding House Blues (en) (1948)
- It's Your Thing (documentary, 1970)
- Amazing Grace (en) (1974)

### Télévisions
- The Smothers Brothers Comedy Hour (en) (1967)
- The Ed Sullivan Show (1969)
- The Merv Griffin Show (en)(1969)
- The Bill Cosby Show (en) (1970)
- The Pearl Bailey Show (en) (1971)

### : Discographie
- 1961 : On Stage (Funniest Woman in the World)
- 1961 : Moms Mabley at the "UN"
- 1961 : Moms Mabley at The Playboy Club
- 1962 : Moms Mabley Breaks It Up
- 1962 : Moms Mabley at Geneva Conference
- 1963 : I Got Somethin' to Tell You!
- 1963 : Young Men, Sí – Old Men, No
- 1964 : Moms the Word
- 1964 : Out on a Limb
- 1964 : The Funny Sides of Moms Mabley Chess
- 1964 : Moms Wows
- 1964 : Best of Moms and Pigmeat, Vol. 1
- 1965 : Men in My Life
- 1965 : Now Hear This
- 1966 : Moms Mabley at the White House Conference
- 1968 : Best of Moms Mabley
- 1969 : The Youngest Teenager
- 1969 : Her Young Thing
- 1970 : Live at Sing Sing
- 1972 : I Like 'em Young
- 1994 : Live at the Apollo
- 1994 : The Funny Sides of Moms Mabley Jewel
- 1994 : Live at the Ritz
- 2004 : Comedy Ain't Pretty